# جيم أونغر
جيم أونغر (بالإنجليزية: Jim Unger)‏ هو رسام كارتون بريطاني، ولد في 21 يناير 1937 في لندن في المملكة المتحدة، وتوفي في 28 مايو 2012 في سانيتش في كندا.

## وصلات خارجية
- جيم أونغر على موقع إن إن دي بي (الإنجليزية)